# Dorothea Kobs-Lehmann
Dorothea Kobs-Lehmann (* 5. Februar 1930 in Berlin; † 27. September 2014 ebenda) war eine bildende Künstlerin der DDR. Sie lebte und arbeitete in Berlin.

## Werk
In den Jahren 1947 bis 1954 studierte Dorothea Kobs-Lehmann an der damaligen Kunsthochschule Berlin-Weißensee (Dipl.), unter anderem bei den Professoren Tank (Anatomie), Strempel und Arno Mohr (Akt), Max Lingner (Malerei des Zeitgeschehens), Walter Womacka (Malerei) sowie Walter Howarth (Bildhauerei). Dabei griff sie insbesondere die dort in der Studienzeit vorherrschenden (auch kontrovers diskutierten) Elemente des Muralismus auf, die sie unbeirrt von der Formalismusdiskussion in den 1950er Jahren in der DDR umsetzte, was bis in ihre Spätwerke wirkte.
Neben Landschaftsstilleben und Darstellung der Arbeitswelt, vornehmlich der Fischer, aber auch einem Holzschnittzyklus über Tiere des Berliner Tierparks wandte sie sich vor allem in ihrer mittleren Schaffensperiode stärker politischen Themen der Geschichte Berlins im 20. Jahrhundert zu. In den 1960er und 1970er Jahren arbeitete sie in einer streng strukturierten Formensprache, hauptsächlich in der Technik des zwei- und mehrfarbigen Holzschnitts.
Ihr Spätwerk (wieder häufiger als Ölmalerei) tendiert dann deutlich zur Bildauffassung der späten Leipziger Schule (siehe: Bernhard Heisig), hier beschäftigte sie sich mit der Kultur der Mongolei und Usbekistan.
Sie wirkte aktiv im Verband Bildender Künstler Deutschlands (VBKD, später VBK der DDR) mit, arbeitete Anfang der 1980er Jahre in der „Galerie am Strausberger Platz“ in Berlin und war unter anderem auf Kreisebene langjährige SED-Parteisekretärin im VBK der DDR.
Dorothea Kobs-Lehmann war auf zahlreiche Ausstellungen vertreten, u. a. auf der zentralen Ausstellung „Weggefährden – Zeitgenossen. Bildende Kunst aus 3 Jahrzehnten“ im Berliner Alten Museum und der Berliner Bezirksausstellung 1979 und 1986.

## Werke (Auswahl)
- Liegender Akt, 1950 – siehe Abb.
- Mutter mit Kind, 1953 – siehe Abb.
- Wandgemälde in der Kunsthochschule Berlin-Weißensee, ca. 1956, später übertüncht
- Ficus, 1958
- Flöte spielendes Mädchen, 1963
- Gemälde, Radierungen zu Hiddensee, Ende der 1950er Jahre
- Filmplakate, um 1963
- Holzschnittfolge zur Befreiung vom Faschismus und neueren Geschichte Berlins (DDR), um 1970
- Gemälde, Holzschnitte und Radierungen über Taschkent, 1980er Jahre